# Meduno
Meduno (Midun in friulano) è un comune italiano sparso di 1 483 abitanti in provincia di Pordenone in Friuli-Venezia Giulia. È noto agli storici per i moti risorgimentali friulani del 1864 di Navarons.

## Geografia fisica
Situato ad un'altitudine di 313 m s.l.m., all'imbocco della Val Meduna, si trova sulla tratta Ferrovia Gemona del Friuli-Sacile. Oltre al paese capoluogo il comune è costituito da vari borghi, il più alto dei quali, Borgo Cilia, si trova ad un'altitudine di 555 m, nello stesso comune sulla strada per Campone si trova una chiesetta di montagna ad un'altitudine di 663 m, eretta sui luoghi della seconda guerra mondiale, a ricordo di una delle numerose battaglie.

## Storia
Nel 1976 il comune fu devastato dal terremoto del Friuli, che provocò enormi crolli e danni.

### Simboli
Lo stemma e il gonfalone sono stati concessi con DPR del 6 agosto 1988.
Il gonfalone è un drappo troncato di azzurro e di giallo.

## Monumenti e luoghi d'interesse

### Architetture religiose
- Chiesa parrocchiale di Santa Maria Maggiore (custodisce al suo interno un prezioso ostensorio ed una bella pala di Giovanni Battista Piazzetta risalente al 1744).
- Chiesa di San Pellegrino nella frazione di Navarons.
- Chiesa di San Martino.
- Chiesa di San Bartolomeo (frazione di Ciago).
- Oratorio della Santissima Annunziata.

### Architetture civili
- Palazzo Colossis, edificio risalente al XVI secolo, fu per molti secoli l'abitazione della famiglia di feudatari che amministrò il potere nel piccolo paese pedemontano[9].

## Società

### Evoluzione demografica
Abitanti censiti

### Lingue e dialetti
A Meduno, accanto alla lingua italiana, la popolazione utilizza la lingua friulana. Ai sensi della deliberazione n. 2680 del 3 agosto 2001 della Giunta della Regione autonoma Friuli-Venezia Giulia, il Comune è inserito nell'ambito territoriale di tutela della lingua friulana ai fini della applicazione della legge 482/99, della legge regionale 15/96 e della legge regionale 29/2007.
La lingua friulana che si parla a Meduno rientra fra le varianti appartenenti al friulano occidentale.

### I borghi di Meduno
Il comune di Meduno oltre al capoluogo è composto da alcune frazioni a da vari piccoli caratteristici borghi, ognuno dei quali reca un nome di origine perlopiù friulana ed è posizionato ad un'altitudine che varia dai 300 metri ai 555 metri.
- Borgo del Bianco (in friulano Dal Blanc): 497 m
- Borgo Avon: 300 m
- Borgo Romaniz: 300 m
- Borgo Pitagora: 300 m
- Borgo Cilia (in friulano Cilie): 555 m
- Borgo San Martino (in friulano San Martin): 380 m
- Borgo Valle (in friulano La val): 389 m
- Borgo Sottomonte (in friulano Samont)
- Borgo Ciago (in friulano Ciât)
- Borgo Mesinis

## Infrastrutture e trasporti

### Ferrovie
Meduno ha una propria stazione ferroviaria a circa 2 km dal centro sulla linea ferroviaria "Sacile-Gemona del Friuli", in disuso dal 2012 a causa di una frana; vi fermano solo treni regionali, che normalmente terminano la loro corsa a Sacile (a sud) o Gemona del Friuli (a nord).
- Stazione di Meduno

## Cultura
Nella frazione di Navarons è nato il Museo Casa Andreuzzi con il proposito di documentare alcuni aspetti della storia friulana (in particolare i moti di Navarons del 1864). Uno dei cittadini più famosi e conosciuti a livello mondiale di Meduno è stato Luigi del Bianco, capo intagliatore del Monte Rushmore nel Dakota del Sud (Stati Uniti), dove sono rappresentati i volti di quattro presidenti statunitensi. Morto a New York nel 1969, gli è stato dedicato un memoriale nella cittadina di Port Chester.

## Industria
A Meduno ha sede la Roncadin S.p.A., fondata nel 1992 opera nel settore alimentare e specialmente nella produzione di pizze e snack surgelati.

## Amministrazione
| Periodo        | Periodo        | Primo cittadino    | Partito                     | Carica  | Note |
| -------------- | -------------- | ------------------ | --------------------------- | ------- | ---- |
| 3 giugno 1985  | 26 maggio 1990 | Lino Canderan      | DC                          | Sindaco |      |
| 26 maggio 1990 | 9 giugno 1994  | Lino Canderan      | DC                          | Sindaco |      |
| 1º luglio 1994 | 24 aprile 1995 | Amedeo Beacco      | PPI                         | Sindaco |      |
| 24 aprile 1995 | 14 giugno 1999 | Antonio De Stefano | PDS                         | Sindaco |      |
| 14 giugno 1999 | 14 giugno 2004 | Antonio De Stefano | DS                          | Sindaco |      |
| 15 giugno 2004 | 8 giugno 2009  | Lino Canderan      | DL - La Margherita          | Sindaco |      |
| 8 giugno 2009  | 26 maggio 2014 | Lino Canderan      | Lista civica                | Sindaco |      |
| 26 maggio 2014 | 27 maggio 2019 | Oreste Vanin       | LN - Lista civica           | Sindaco |      |
| 27 maggio 2019 | 10 giugno 2024 | Marina Crovatto    | Lista civica Viviamo Meduno | Sindaco |      |
| 10 giugno 2024 | in carica      | Marina Crovatto    | Lista civica Viviamo Meduno | Sindaco |      |